# Gerhard Gleißberg
Gerhard Gleißberg (* 27. Juli 1905 in Breslau; † 19. Februar 1973 in Torremolinos) war ein deutscher Politiker und Journalist (SPD, später DFU).

## Leben
Gerhard Gleißberg war ein Sohn des Kaufmann Carl Gleißberg und der Ernestine Wollstein. Er studierte Philosophie, Germanistik und Anglistik in Breslau und Berlin. Er promovierte 1927 zum Dr. phil. und arbeitete als freier Mitarbeiter der Vossischen Zeitung sowie diverser sozialdemokratischen Blätter.
1933 emigrierte er nach Prag und arbeitete für die Exilorganisation der SPD, die Sopade. Nach dem deutschen Einmarsch in die Tschechoslowakei 1939 flüchtete er nach London. Dort wurde er zusammen mit Wilhelm Sander zum Chefredakteur der sozialdemokratischen Sozialistischen Mitteilungen ernannt.
Nach 1945 arbeitete er für den Neuen Vorwärts, den er in den Jahren 1948 bis 1955 als Chefredakteur führte. Nach 1955 gründete er die linkssozialistische Andere Zeitung (AZ) und war 14 Jahre ihr Chefredakteur. Nach Einstellung der AZ arbeitete er von 1970 bis zu seinem Tod als fester Redakteur der Deutschen Volkszeitung.
Gleißberg war bereits vor 1933 Mitglied der SPD. Aufgrund der Gründung der Anderen Zeitung wurde er 1956 aus der Partei ausgeschlossen. 1956 gehörte er zum Vorstand der deutschen Sektion der kurzlebigen Internationalen Gesellschaft für sozialistische Studien. 1960 war Gleißberg Gründungsmitglied der Deutschen Friedens-Union und amtierte zeitweilig u. a. als Mitglied des Bundesbeirats, des Bundesvorstands und als Landesvorsitzender der Partei. Er war im Zentralausschuss der Vereinigung unabhängiger Sozialisten.

## Schriften (Auswahl)
- Kleist's „Prinz Friedrich von Homburg“ und seine Stellung in der Romantik. Priebatsch's Buchh., Breslau 1929, Diss. Breslau 1927.
- SPD und Gesellschaftssystem – Aktualität der Programmdiskussion 1934 bis 1946, Hrsg.: Institut für Marxistische Studien und Forschungen (IMSF), Frankfurt am Main 1973, ISBN 3-88012-250-4